# 雅典表
47°03′36″N 6°45′13″E / 47.06007°N 6.75361°E
雅典（英文：Ulysse Nardin），是瑞士高端钟表品牌、生产商，于1846年在瑞士力洛克（Le Locle）创立。 2014年起，雅典品牌隶属于法国开云集团（Kering Group）。 自1865年起，雅典公司的总部一直位于瑞士力洛克。
雅典被视为开云集团旗下的顶尖品牌之一，素以生产高品質的海上航行时计而著称，19世纪70年代世界上有超过50个海军以及国际海运公司使用雅典公司的产品。 根据瑞士纳沙泰尔天文台（Neuchâtel Observatory）最后一份官方报告，从1846年到1975年，雅典公司的海上时计曾荣获许多奖项及荣誉，包括4324款证书、2411项特别奖以及10枚世界博览会金奖。

## 历史

### 早期历史
雅典表由同名创始人尤利西斯·雅典（Ulysse Nardin）于1846年创立。雅典先生最初向父亲Leonard-Frederic Nardin 学习钟表制造，之后又是向Frederic William Dubois 和 Louis JeanRichard-dit-Bressel 两位瑞士制表大师学习深造。1846年，雅典先生选择在他的出生地瑞士力洛克开启自己的制表事业，侧重生产海上航行计时钟表。

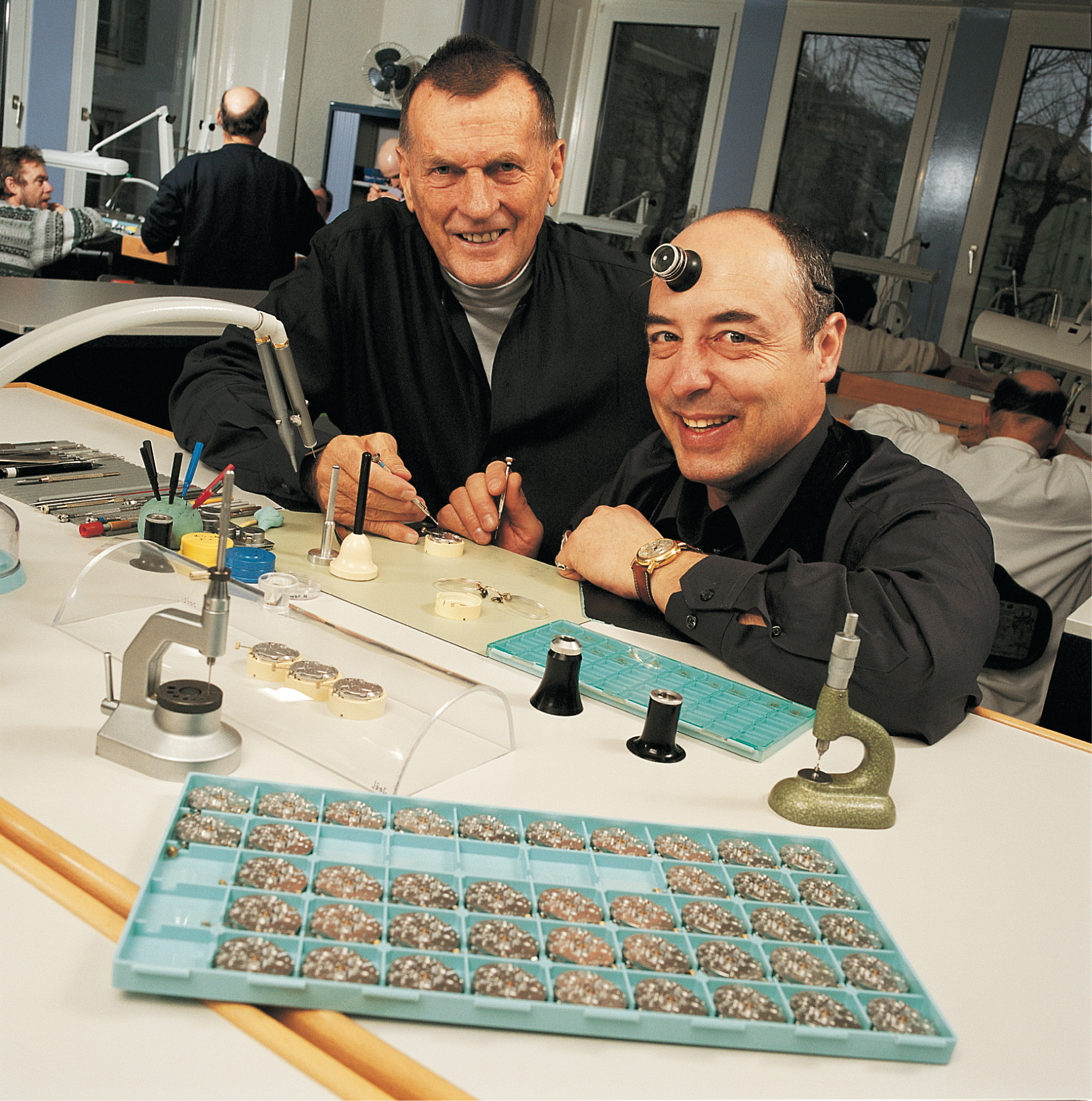
Rolf Schnyder 和 Ludwig Oechslin

1862年，在英国伦敦举行的世界博览会上，雅典先生荣获“复杂表款及计时器（complicated watches and pocket chronometers）”类别的Prize Medal。 该奖项是英国制表业的最高奖。1867年，雅典公司的海上时计获得了第一批由瑞士纳沙泰尔天文台颁发的证书。
1870年代，世界上有超过50个海军以及国际海运公司使用雅典公司的产品。 1876年，雅典先生去世，享年53岁，其子保罗-大卫·雅典（Paul-David Nardin）继承了公司。

### 近期发展
由于石英危机，雅典公司在20世纪70年末、80年代初曾遭受了巨大的冲击。 在1983年，雅典表品牌被商人Rolf Schnyder收购。Schnyder与制表师Ludwig Oechslin一同复兴了雅典表。 Schnyder和Oechslin 立志运用现代制表技术和材料来制造拥有复杂功能的计时钟表。
2014年，雅典品牌被法国开云集团（Kering Group）收购。 2017年，雅典公司任命前苹果公司的高管Patrick Pruniaux 为公司的新任CEO。
2022年1月25日開雲集團出售旗下雅典表的100%股權予集團內專營高級鐘表的管理團隊Sowind Group SA

## 著名表款

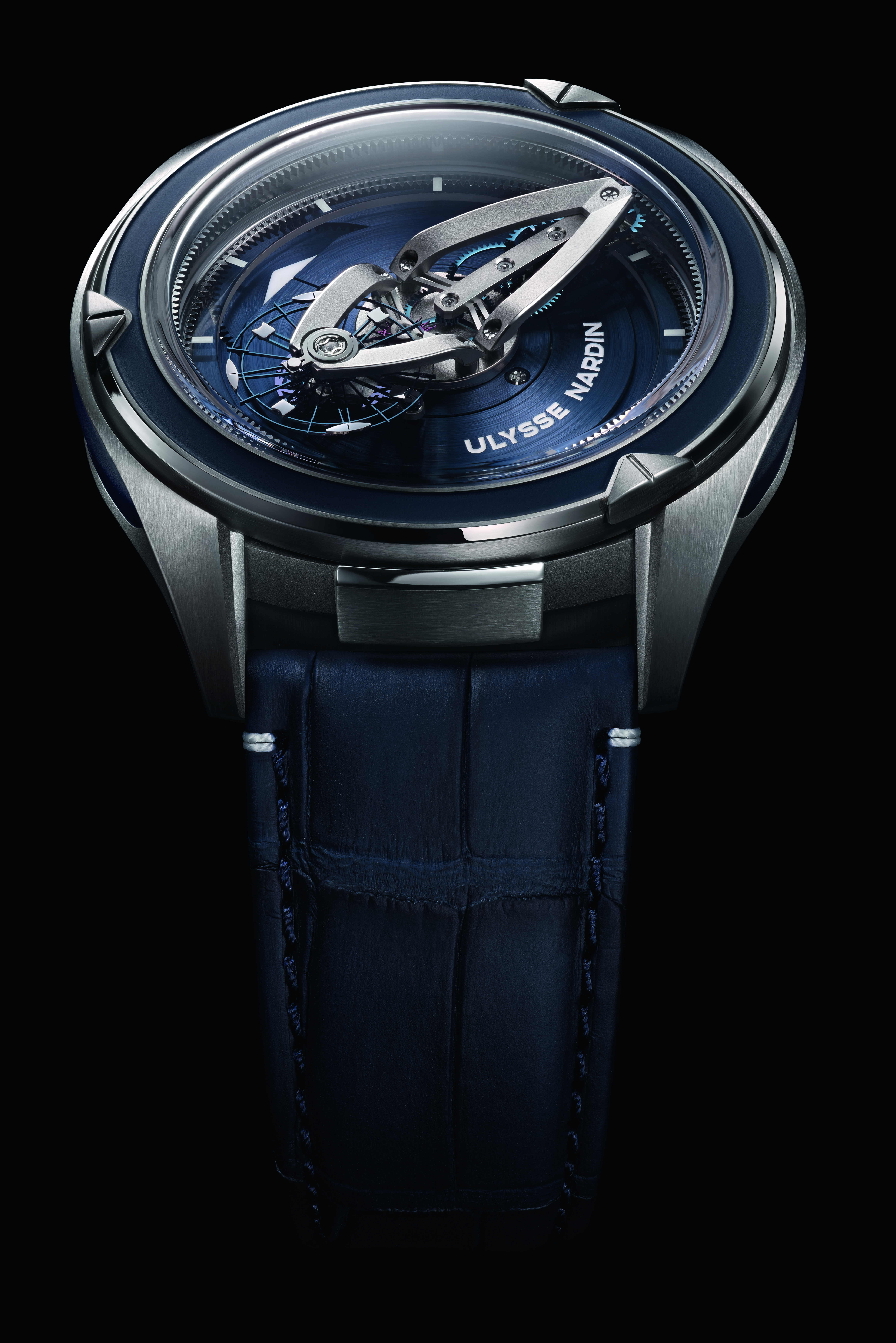
一款奇想（Freak）腕表

### 奇想 Freak
雅典公司于2001年推出了奇想（Freak）系列腕表。 该表款包含具有革新性质的7天carrousel-陀飞轮，并且不具备（真正的）表盘、指针和表冠。机芯包含硅制的部件，并且固定在一个支点上旋转来显示时间。 该表款获评2002年创新类别的“年度手表”。 
奇想表款现在包括2个系列： Freak Out 和 Freak Vision （2017年推出)。

### 时计三部曲
雅典表公司复兴后的第一个重大进步就是推出了“时计三部曲（Trilogy of Time）”。该系列包括了3款天文表。第一款是1985年推出的以天文学家伽利略命名的 Astrolabium Galileo Galilei。该表款拥有21项不同功能，1989年被吉尼斯世界纪录收录为“世界上最多功能的手表”。

而后，1988年雅典公司又推出了第二款以天文学家哥白尼命名的天文表Planetarium Copernicus 。1992年，又推出了第三款以天文学家开普勒命名的天文表Tellurium Johannes Kepler。 开普勒天文表的表盘使用了景泰蓝，经过了54项工序、12项焙烧步骤完成，用时超过50余个小时。

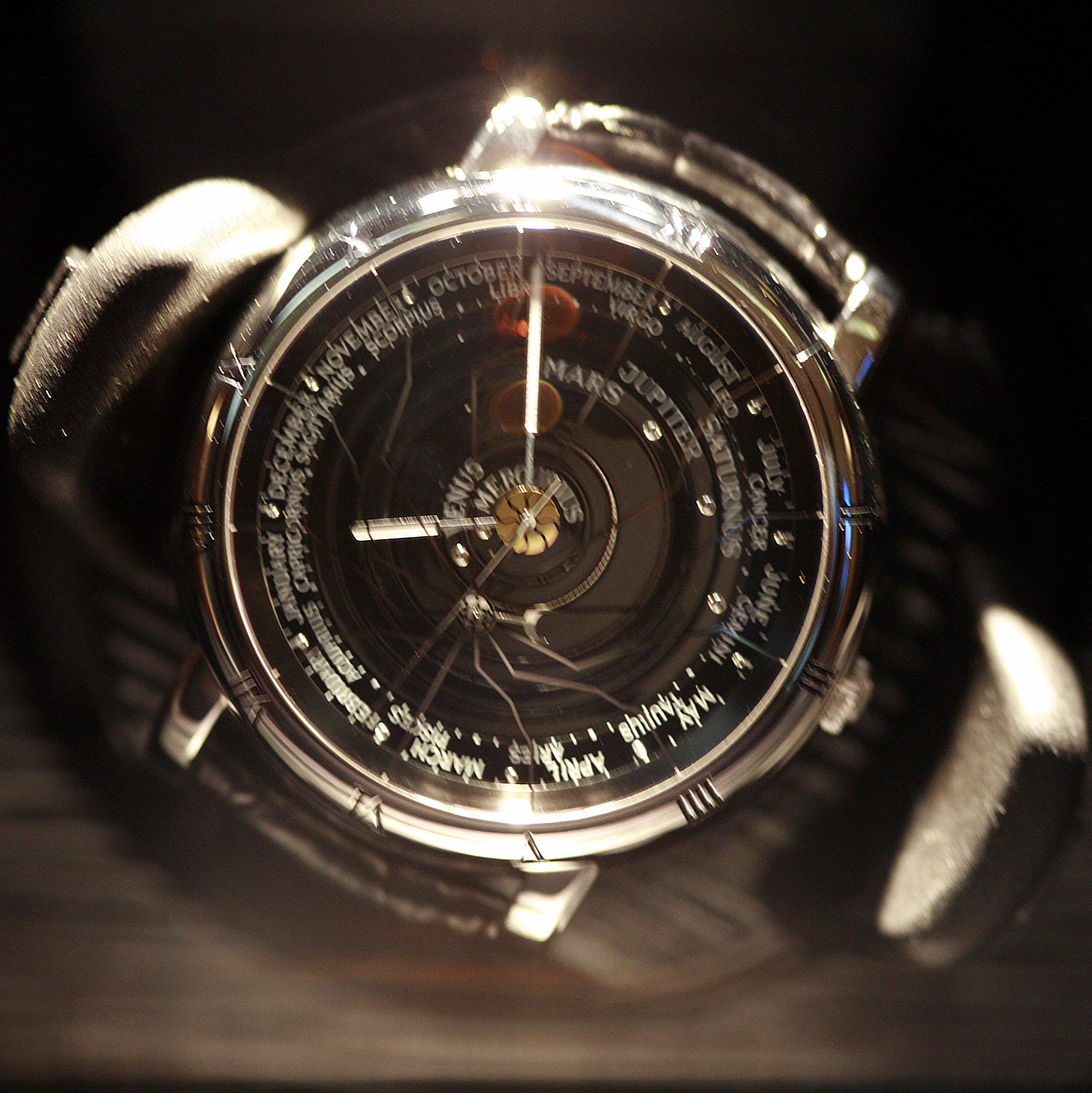
Planetarium Copernicus
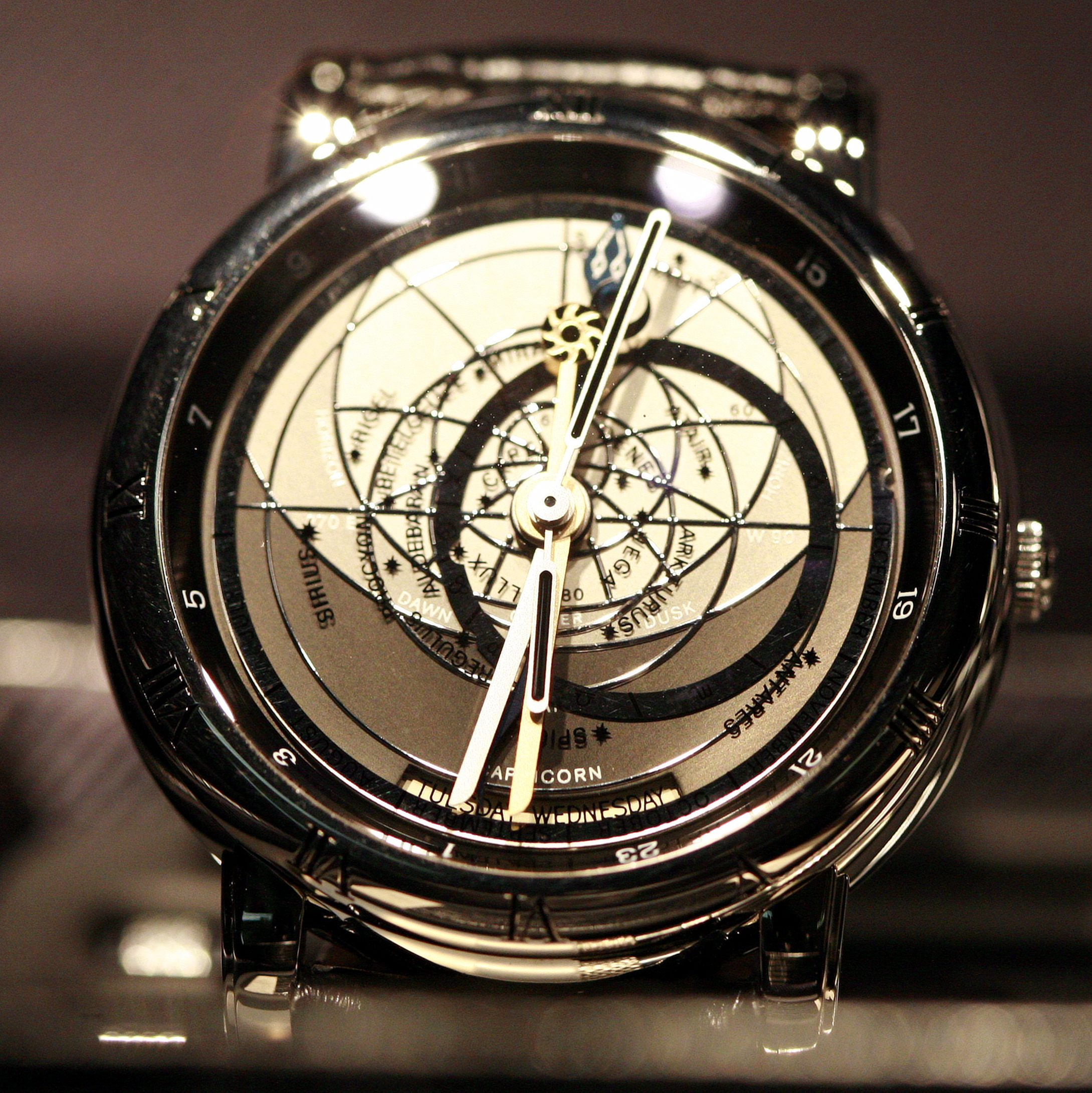
Astrolabium Galileo Galilei
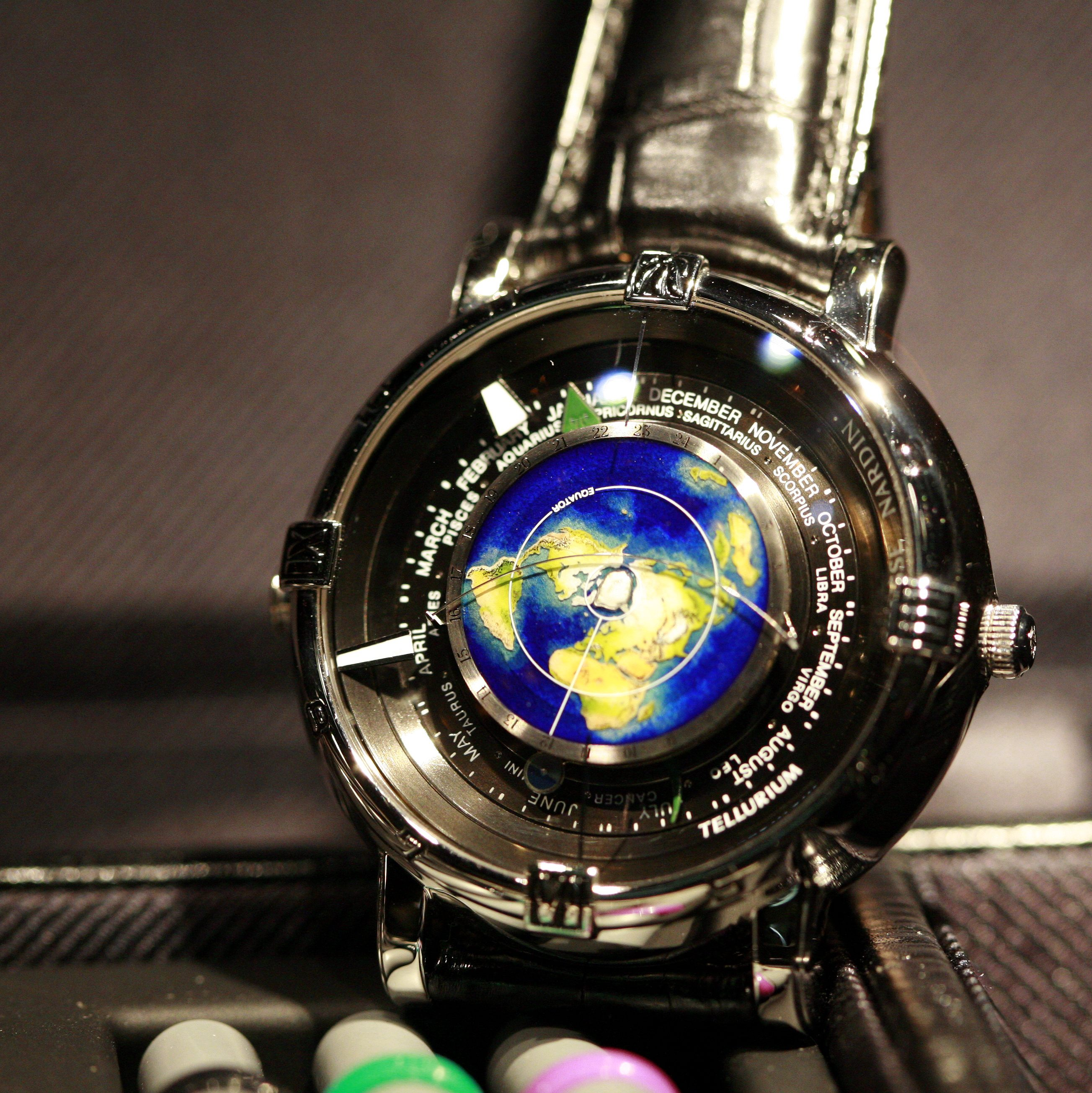
Tellurium Johannes Kepler

## 著名客户及佩戴者

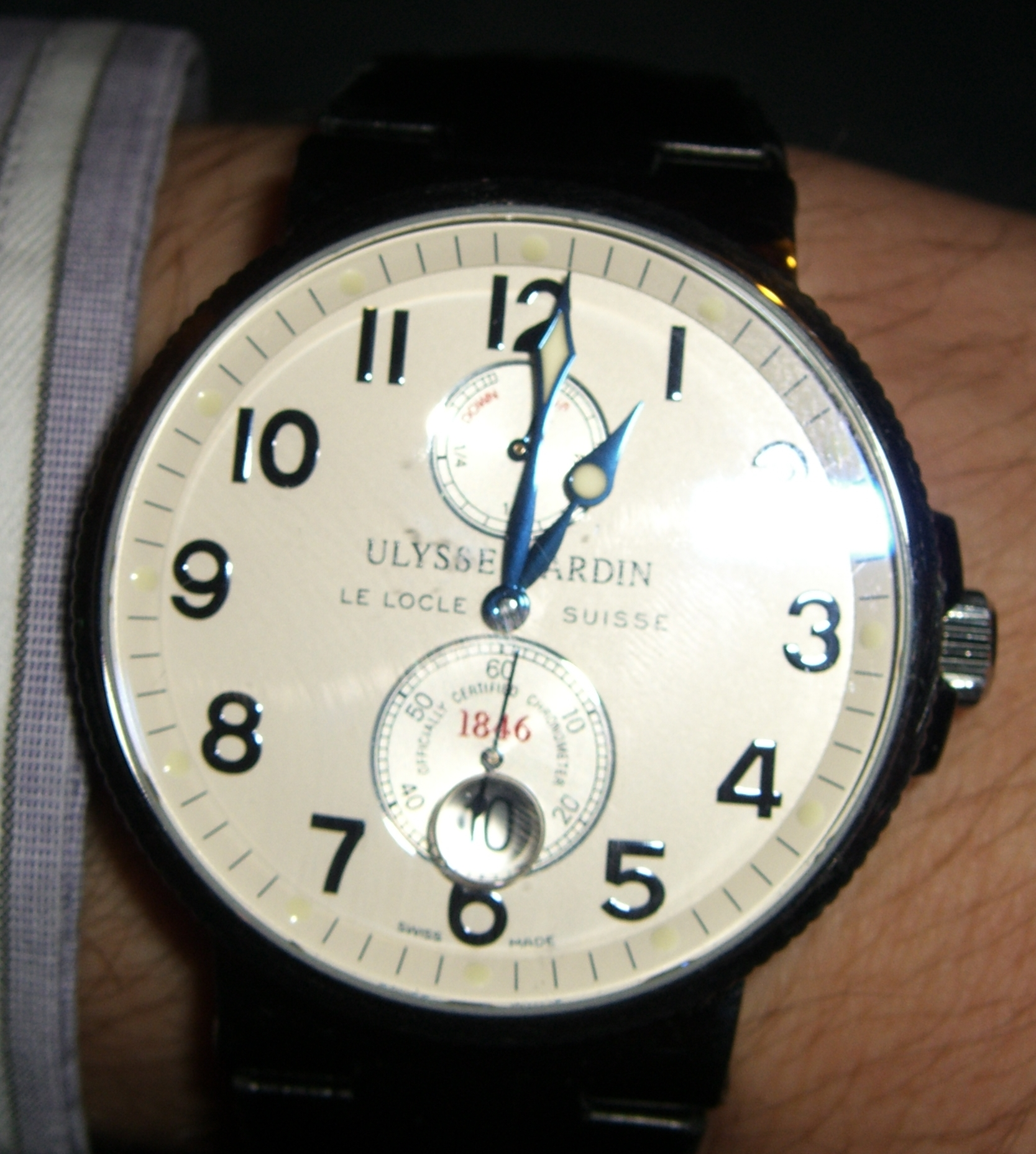
一款雅典腕表

### 运动员
- 兰迪·约翰逊, 美国棒球运动员[24]
- 迈克尔·乔丹, 美国篮球运动员[25]
- 伊莉娜·斯维托莉娜, 乌克兰网球运动员[26]

### 影視娛樂名人
- 拉里·金, 美国电视节目主持人[27]
- 威爾史密斯，美國影星、歌手[28]

### 企业家
- 杰弗里·贝索斯, 亚马逊公司创始人、董事长、CEO[29][30]